# Managovsko jezero
Managovsko jezero (špansko Lago de Managua, [maˈnaɣwa]), znano tudi kot jezero Xolotlán (Lago Xolotlán), je jezero v Nikaragvi. Z 1042 km² je dolgo približno 65 kilometrov  in široko 25 kilometrov. Podobno kot ime Nikaragovskega jezera, njegovo drugo ime izvira iz jezika nahuatl, verjetno od španskih zaveznikov Tlaxcalan in Mexica ali Nawat Nicarao, ki so že bili tam v današnjem departmaju Rivas. Mesto Managua, glavno mesto Nikaragve, leži na njegovi jugozahodni obali.

## Kotlina
Njegova oblika je, tako kot vsa vulkanska jezera, okrogla; le polotoka Chiltepe in Panami prekinjata njegov pravilen profil.
Na obali jezera Xolotlán je vulkan Momotombo, visok 1280 m.
Na severozahodu je njeov glavni otok Momotombito.
Njegovi glavni pritoki so:
- Reka Sinecapa, ki prečka občini Santa Rosa del Peñón in El Jicaral, departma León.
- Río Viejo, departma León.
- Reka San Antonio, ki teče skozi občino San Francisco Libre, departma Managua.

Prek reke Tipitapa, prek tako imenovanega prelaza Poneloya, je povezan z večjim Nikaragovskim jezerom, ki je 35 km jugovzhodneje. Povezava med njima je bila prekinjena leta 1910 zaradi padca gladine Xolotlána, a je bila ponovno vzpostavljena 88 let pozneje, leta 1998 med orkanom Mitch, ko se je gladina ponovno dvignila nad Cocibolco.

## Otoki
Obstajata dva nenaseljena jezerska otoka:
- Momotombito, vulkanski otok. V bližini je še en vulkan na celini: Momotombo.
- Isla Rosa, otoček

## Poplave
Gladina Managovskega jezera se močno dvigne v obdobjih močnega deževja. Najvišji vodostaj je bil zabeležen med poplavo leta 1933.
Jezero se je med orkanom Mitch leta 1998 v petih dneh dvignilo za 3 metre in uničilo domove mnogih, ki so živeli na njegovem bregu. Še večje poplave so se zgodile septembra/oktobra 2010. Od takrat je mesto prepovedalo stanovanjsko uporabo najbolj poplavno ogroženih območij, tistih z nadmorsko višino pod 42,76 metra.

## Onesnaženje
Managovsko jezero so nekateri avtorji opisali kot »najbolj onesnaženo jezero v Srednji Ameriki«. Jezero je bilo močno onesnaženo, večinoma zaradi desetletij odplak, ki so se odlagale v jezero. Mestna kanalizacija se od leta 1927 steka v jezero. Šele leta 2009 so v Managui odprli sodobno čistilno napravo (ki jo je zgradilo in upravlja britansko podjetje Biwater), vendar tudi ta očisti le 40 % mestne odpadne vode.
Jezero danes nima stabilnega iztoka, le občasne poplave v jezero Nikaragva skozi reko Tipitapa. Onesnaževala so tako koncentrirana. Kljub onesnaženju nekateri prebivalci Manague še vedno živijo ob obali jezera in jedo ribe.
Leta 2007 so območje malecón izkopali, usedlino pa izvlekli na barže. Izginil je močan vonj, ki je prežel območje iz usedlin. Zgrajen je bil kamnit in betonski pomol, ladja za ogled znamenitosti, imenovana La Novia de Xolotlán, pa opravlja enourne izlete po jezeru, ko je dovolj turistov.

## Divje živali
V Managovskem jezeru še vedno živi približno 20 vrst rib.
Čeprav so morski psi tega jezera povezani z Nikaragovskim jezerom, zaradi 3,7 m visokega slapa na reki Tipitapa ne morejo migrirati v Managovsko jezero.

## Galerija
- Pogled na jezero iz Tipitape (2003)
- Vulkan Momotombo na obali jezera